# Hermes Carleial
Hermes Carleial (Barbalha, 30 de março de 1904 — Fortaleza, 6 de julho de 1954) foi um poeta, advogado, contabilista e escritor brasileiro.

## Biografia
Filho de José Bernardino Carvalho Leite e de Antônia Alves Carvalho Leite, irmão de Oceano Carleial. Fez os estudos primários em sua cidade natal, transferindo-se depois para Fortaleza, onde se matriculou no Colégio São Luís e exerceu emprego no comércio, na Agência de Representações Fernandes Júnior. 
Em 1926 obteve, em Fortaleza, diploma de Guarda-Livros pela Escola de Comércio Fênix Caixeiral, atuando também como orador da turma. Contraiu núpcias com Maria do Carmo Mendes Frota no ano de 1933, de cujo consórcio advieram três filhas.
Colou Grau em Ciências Jurídicas e Sociais pela Faculdade de Direito do Ceará. Porém não se dedicou às atividades forenses, preferindo continuar nas comerciais. Obteve diploma também da Escola Remington e do Instituto Brasil Estados Unidos no Ceará (IBEU/CE).
Em 1940 desligou-se da Sociedade Fernandes Júnior e estabeleceu um escritório de representações e conta própria - Carleial & Cia. Ltda. - que chegou à transacionar até com o exterior, particularmente com a América do Norte.
Passou a ser secretário do Sindicato dos Agentes Comerciais do Ceará, sócio-diretor da Associação Comercial, membro da Diretoria da Comissão de Legislação Fiscal e Trabalhista e membro influente da Federação das Associações de Comércio e Indústria do Ceará (FACIC).
Colaborou em Revistas e Jornais de:
- Fortaleza: Correio do Ceará, O Povo, Unitário, O Nordeste, O Estado, Gazeta de Notícias e Revista Terra de Sol.
- Rio de Janeiro: Jornal das Moças e Revista Fon-Fon

Em 1952 sua obra Rapsódia Cearense concorreu ao prêmio José Albano, promovido pela Secretaria de Educação do Município de Fortaleza, conquistando o primeiro lugar no gênero Poesia.
Morreu acometido de crise hipertensiva e consequente derrame cerebral.

## Obra poética
Assim como, a seu modo, aves noturnas
Gostam das trevas, homens há que são
Amigos das paisagens taciturnas,
Inimigos da luz e do clarão. 
Hermes Carleial
- Cariry (Fortaleza, Ceará, 1931)[5]
- Ao Clarim do Destino (Fortaleza, Ceará, 1935)[5]
- Rapsódia Cearense (Fortaleza, Ceará, 1987)[6]
- Rio Formoso

## Pseudónimos
Hermes Carleial publicou todos os seus trabalhos literários sob pseudónimos, sendo o primeiro o de Marquez do Vale, depois o de Sousa Neto.
|  | Adoto o pseudônimo de Sousa Neto desde a publicação dos primeiros versos. Continuo a usá-lo porque, sendo do comércio e exercendo, por conseguinte, uma atividade infensa às letras, preferi precaver-me contra a maledicência do vulgo que não admite um comerciante poeta. |

Hermes Carleial; Jornal O Povo; Publicado em 20 de Agosto de 1955